# Willie Ormond
Willie Ormond (Falkirk, 23 de fevereiro de 1927 — 4 de maio de 1984) foi um futebolista e treinador de futebol escocês.

## Carreira
Willie Ormond dirigiu a Escócia na Copa do Mundo de 1974, na qual a seleção de seu país terminou na 9º colocação dentre os 16 participantes.